# Герб Києво-Святошинського району
Герба Києво-Святошинського району затверджено рішенням Київської обласної ради від 25.09.2003 року за № 91-VIII.

## Опис
За формою герб нагадує щит дружинника Київської Русі, адже історія району тісно пов’язана з цим періодом. Це давня геральдична традиція, що використовується при створенні різноманітних Гербів в Україні.
Тло щита умовно поділено на дві частини, уособлюючи минуле і сучасне.
Лівий бік (минуле) – блакитного кольору. На ньому зображені церкви святих апостолів стародавнього Білгорода (нинішнє село Білогородка), - як найяскравіша сторінка в історії району. Блакитний колір – це колір неба, але, водночас, він уособлює надію на краще.
Історичне минуле нашого краю багате на героїчні сторінки, які разом з тим були і трагічними: оборона Русі від печенігів у ХІ ст., боротьба з монголо-татарами в ХІІІ ст., участь у визвольній війні проти польських феодалів у XVI ст., повстання Коліївщини XVIII ст., оборона Києва у роки Великої Вітчизняної війни ін.
Правий бік (сучасне) – білого кольору, як сподівання на світле майбутнє. Білий колір також символізує чисті наміри. На білому фоні зображено суцвіття каштану. Район пристоличний, про це говорить сама назва: Києво-Святошинський, а обличчям Києва є каштан. Листок зеленого кольору, адже зелений колір – це рух , розвиток, життєдіяльність. Гілку доповнюють рожеві обраси розквітлого суцвіття каштана, адже рожевий колір - це колір мрій і сподівань.
Внизу щита – жовтий колір стиглого пшеничного поля, який відділений двома блакитними хвилястими лініями, що символізують наявність на території району річкової мережі, озер, ставків, а також одне із занять жителів району – рибне господарство.
Головна частина Герба обрамлена золотою гілкою (золотистий колір означає духовність), яка складається з двох частин: ліворуч на початку зображені колоски (в районі розвинуте сільське господарство), далі – листя типових для району дерев (дуб, ясен, клен, сосна, граб) як підтвердження того, що на території району працюють лісництва. Праворуч на гілці нанесені плоди (яблука, груші, черешні, виноград, смородина), що свідчить про розвинуте на території району садівництво.